# Chera (Espagne)
Pour les articles homonymes, voir Chera.
Chera, en castillan et officiellement (Xera en valencien) est une commune de la province de Valence, dans la Communauté valencienne, en Espagne. Elle est située dans la comarque de Requena-Utiel et dans la zone à prédominance linguistique castillane. Sa population s'élevait à 549 habitants en 2013.

## Géographie

Localisation de Chera
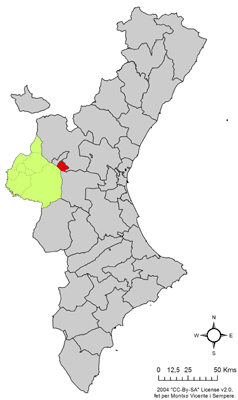
dans la Communauté valencienne.
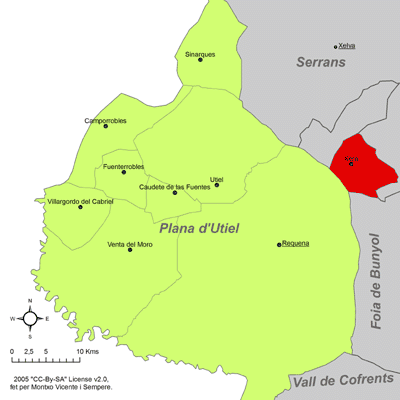
dans la comarque de Requena-Utiel.

### Localités limitrophes
Le territoire communal de Chera est voisin de celui des communes suivantes :
Loriguilla, Sot de Chera, Gestalgar, Siete Aguas et Requena, toutes situées dans la province de Valence.

## Démographie
| 1990 | 1992 | 1994 | 1996 | 1998 | 2000 | 2002 | 2004 | 2005 | 2006 | 2007 | 2008 | 2009 |
| ---- | ---- | ---- | ---- | ---- | ---- | ---- | ---- | ---- | ---- | ---- | ---- | ---- |
| 630  | 618  | 615  | 582  | 567  | 567  | 543  | 525  | 499  | 502  | 664  | 619  | 611  |

## Personnalités liées à la commune
- Llibertat Ródenas (1892-1970), féministe républicaine espagnole[2].

### Sources
- (es) Cet article est partiellement ou en totalité issu de l’article de Wikipédia en espagnol intitulé « Chera (Valencia) » (voir la liste des auteurs).